# Pál Csernai
Pál Csernai (Pilis, 21. listopada 1932.) je bivši mađarski nogometaš i trener. Kao nogometaš, nije imao većih uspjeha, ali kao trener, najveći je uspjeh postigao u münchenskom Bayernu početkom 1980-ih, nakon "zlatnih godina" kluba.

## Karijera

### Igračka karijera
Njegovi su preci bili Sikuli iz Transilvanije, što i samo prezime kaže: Csernai znači "Došao iz Cserna" (danas Cern, Rumunjska). Nije poznato mnogo detalja o tome. Igrao je u mađarskoj prvoj ligi, s Csepelom iz Budimpešte, gdje je jako dobro igrao. Nakon toga, 1955. je pozvan za dva susreta reprezentacije, još u razdoblju zlatne mađarske momčadi.
Kao mnogo tadašnjih igrača, napustio je Mađarsku zbog revolucije 1956. godine. Karijeru je nastavio u Njemačkoj, gdje se 1956. pridružuje Karlsruheru, tadašnjem prvoligašu. Od 1959. do 1965. godine, igrao je u drugoj ligi za Stuttgarter Kickers. Godine 1962., Csernai je postigao odlučujući gol sezone za Kickerse, spasivši ih od ispadanja u treću ligu.

### Trenerska karijera
Trenersku diplomu je stekao 1967. godine od Hennesa Weisweilera u Kölnu. Sljedeće godine, postao je trener Wacker 04 Berlina iz tadašnje zapadnoberlinske divizije, dijela druge njemačke lige. U dvije godine na trenerskoj poziciji, momčad je završila na četvrtom i petom mjestu na ljestvici. Nakon toga, otišao je trenirati SSV Reutlingen u južnoj diviziji, koja je snjim završila kao 15-plasirana. 
Id 1971. do 1972., trenirao je belgijskog prvoligaša Royal Antwerpa, ali je ubrzo smjenjen s pozicije i zamijenjen s Eddyjem Wautersom.
1973. se vraća u Njemačku, kao trener regionalnog nogometnog saveza Sjevernog Badena na jugoistoku zemlje, gdje je ostao četiri godine. Sa Savezom je postigao prvi veći trenerski uspjeh, pobijedivši u Amaterskom kupu 1973. godine. Radi se o amaterskom natjecanju između nogometnih saveza njemačkih saveznih pokrajina, većinom s igračima iz treće lige, najvećeg mogućeg amaterskog stupnja natjecanja.
1. srpnja 1977., dobio je angažman pomoćnog trenera Eintracht Frankfurta, s glavnim trenerom Gyula Lórántom, koji je također bio član mađarske reprezentacije iz 1954., koja je izgubila u finalu Svjetskog prvenstva protiv Njemačke. Momčad Eintrachta, zvana "capricious diva", tih dana je uvijek bila pri vrhu njemačke ljestvice, ali ipak razočarana. Lóránt nije bio poznat kao trener, jer nije imao trenerskih uspjeha, najveći uspjeh je postigao kao petoplasirani u ligi s 1. FC Kaiserslauternom.
Csernai se s Lórántom premjestio u Bayern München pomoću zamjene bavarskog kluba i Eintrachta; u Eintracht je zbog loših rezultata otišao tada trener Bayerna, Dettmar Cramer, a Eintracht je "dobio" Pála Csernaija i Gyulu Lóránta. Sljedeće sezone, u klub s vratio Paul Breitner, i pridružio se Karl-Heinz Rummeniggeu, Branku Oblaku, Klaus Augenthaleru i ostalim poznatijim igračima. Bayern se prvi put nakon 1974. godine vratio na vrh njemačke ljestvice. Lóránt je nakon pola sezone dobio otkaz zbog nesuglasica s upravom, pa je Csernai preuzeo vodstvo momčadi. Za vrijeme njegova vodstva, predsjednik Wilhelm Neudecker ga je htio otpustiti i zamijeniti ga Maxom Merkelom, ali je momčad htjela Csernaija. Sljedeće sezone, otišli su legendarni vratar Sepp Maier, i Georg Schwarzenbeck, ali je dvojac Breitner i Rummenigge bio toliko sjajan da su dobili nadimak "FC Breitnigge". Bayern je postao prvak lige i došao je do polufinala Kupa UEFA, gdje je ispao od Eintrachta. Sezone 1980./81., Csernai, obranio je naslov prvaka Njemačke, a u Europi je opet bio zaustavljen u polufinalu. Godinu kasnije, Bayern se zadovoljio s osvajanjem njemačkog kupa, jer je Hamburger SV osvojio prvenstvo s legendarnim austrijskim trenerom Ernstom Happelom. U Europi su stigli do finala Kupa prvaka, gdje su izgubili od Aston Ville. U sezoni kasnije, Bayern je bio prilično slab u prvenstvu, a rano je ispao iz kupa. Natjecali su se i u Kupu pobjednika kupova, ali su u četvrtfinalu ispali od Fergusonova Aberdeena. Zbog svih tih neuspjeha, bilo je očigledno da će Csernai dobiti otkaz, što se dogodilo 1983. godine, kada ga je zamijenio kratko Reinhard Saftig, a zatim povratnik Udo Lattek.
Pál Csernai je nakon Bayerna postao trener PAOK-a Thessaloniki. Prove je jednu bezuspješnu sezonu u klubu, pa se premjestio u Benficu. S njim, klub je osvojio portugalski kup, ali su Csernai i momčad bili jako nepopularni, što je dovelo do njegova odlaska iz Portugala.
Sljedećih godina, Csernai je trenirao Borussiju Dortmund, Fenerbahçe SK, Eintracht Frankfurt, BSC Young Boys i Herthu BSC. Nijedan od tih trenerskih mandata nije trajao više od jedne sezone. 
Kasnije je bio angažiran kao izbornik Sjeverne Koreje za kvalifikacije za Svjetsko nogometno prvenstvo 1994., ali bez uspjeha. Zadnji trenerski angažman, imao je u svojoj domovini, trenirajući domaćeg prvoligaša EMDSZ-SLC-a.

## Statistika
| Igračka karijera   | Igračka karijera                                    | Igračka karijera                                  |
| Razdoblje          | Momčad                                              | Momčad                                            |
| ------------------ | --------------------------------------------------- | ------------------------------------------------- |
|                    | Csepel SC                                           |                                                   |
| 1956. – 1959.      | Karlsruher SC                                       | Karlsruher SC                                     |
| 1959. – 1965.      | Stuttgarter Kickers                                 | Stuttgarter Kickers                               |
| Trenerska karijera |                                                     |                                                   |
| Razdoblje          | Momčad                                              | Naslovi                                           |
| 1968. – 1970.      | Wacker 04 Berlin                                    |                                                   |
| 1970. – 1971.      | SSV Reutlingen                                      |                                                   |
| 1971. – 1972.      | Royal Antwerp FC                                    |                                                   |
| 1973. – 1977.      | Nog. Savez Sj. Badena                               | Amaterski kup 1973.                               |
| 1977. – 1978.      | Pomoćni trener Gyuli Lórántu u Bayernu i Eintrachtu |                                                   |
| 1978. – 1983.      | FC Bayern München                                   | Bundesliga 1980. DFB-Pokal 1981. Bundesliga 1981. |
| 1983. – 1984.      | PAOK Thessaloniki                                   |                                                   |
| 1984. – 1985.      | SL Benfica                                          | Portugalski kup 1985.                             |
| 1985. – 1986.      | Borussia Dortmund                                   |                                                   |
| 1987. – 1988.      | Fenerbahçe SK                                       |                                                   |
| 1988. – 1988.      | Eintracht Frankfurt                                 |                                                   |
| 1990. – 1990.      | BSC Young Boys                                      |                                                   |
| 1990. – 1991.      | Hertha BSC                                          |                                                   |
| 1993. – 1994.      | Sjeverna Koreja                                     |                                                   |
| 1994. – 1995.      | EMDSZ-SLC                                           |                                                   |

## Vanjske poveznice
- Pál Csernai na eintracht-archiv.de (njem.)